# Référendum constitutionnel haïtien de 1971
Le référendum de 1971 à Haïti est une décision politique voulue par le dictateur François Duvalier afin d'avaliser les modifications constitutionnelles lui permettant de nommer son fils comme son successeur légitime au pouvoir. Ayant des problèmes cardio-vasculaires (second infarctus), François Duvalier tient à légitimer sa succession en offrant à son fils le pouvoir présidentiel.
Le 2 janvier 1971, lors de la présentation des vœux du nouvel an, François Duvalier (surnommé « Papa Doc ») annonce que son fils, Jean-Claude Duvalier (surnommé « Bébé Doc »), sera son successeur à la tête du pouvoir haïtien.
Rapidement les députés de la chambre monocamérale adoptent les 13 articles amendant la Constitution d'Haïti de 1964 déjà largement modifiée par François Duvalier et ratifiée par le référendum précédent de 1964. L'un des nouveaux articles réduit l'âge minimum d'un président haïtien à 18 ans. Le 15 janvier, la Chambre des députés approuve ces amendements constitutionnels.
Le 31 janvier, les électeurs haïtiens sont appeler à voter pour approuver par référendum l'ensemble de ces modifications constitutionnelles. Le résultat de cette consultation truquée est sans surprise, le « oui » l'emporte avec 2 391 916 bulletins contre zéro bulletin en faveur du « non ».
| Choix | Nombre de bulletins | Pourcentage des votants |
| ----- | ------------------- | ----------------------- |
| Oui   | 2 391 916           | 100,00 %                |
| Non   | 0                   | 0,00 %                  |

La réforme constitutionnelle des Duvalier est donc entérinée. François Duvalier meurt le 21 avril suivant et son fils devient président d'Haïti.